# Wolfgang Dieter Lebek

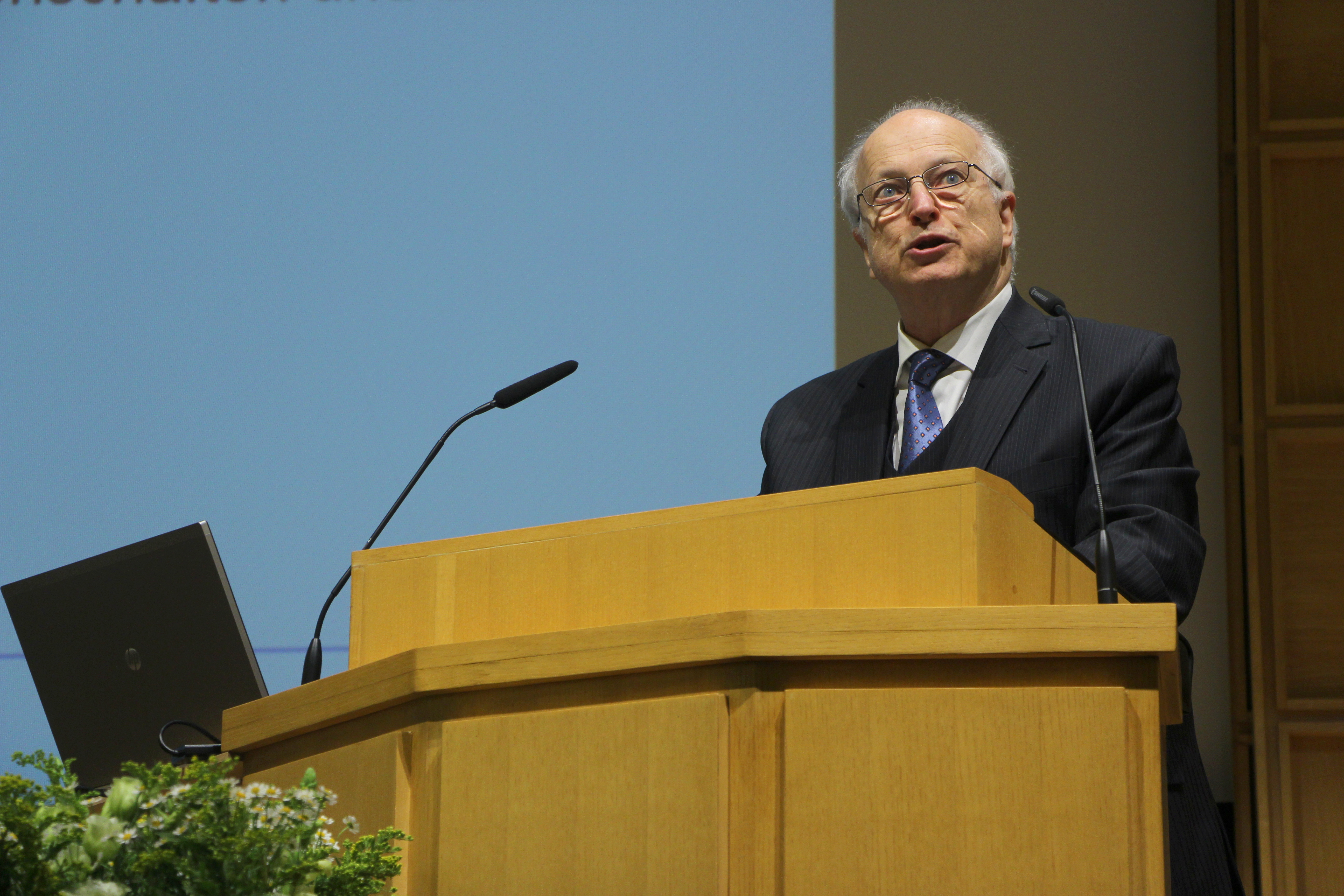
Wolfgang Dieter Lebek, 2015

Wolfgang Dieter Lebek (* 29. März 1938 in Bad Reinerz) ist ein deutscher Altphilologe.

## Leben
Wolfgang Dieter Lebek studierte Klassische Philologie an der Universität zu Köln, wo er am 13. Juni 1969 mit der Dissertation Zur rhetorischen Theorie des Archaismus promoviert wurde. Seine Dissertation erschien 1970 in erweiterter Form unter dem Titel Verba prisca: Die Anfänge des Archaisierens in der lateinischen Beredsamkeit und Geschichtsschreibung (Hypomnemata 25). Nach seiner Habilitation wurde er 1971 zum außerplanmäßigen Professor ernannt. 1972/1973 war er Fellow am Center for Hellenic Studies der Harvard University. Seine Habilitationsschrift erschien 1976 unter dem Titel Lucans Pharsalia: Dichtungsstruktur und Zeitbezug (Hypomnemata 44).
Nach einem Semester als Maître de conference associé an der Universität Clermont-Ferrand ging er 1976 für zwei Jahre als Visiting Professor an die University of California, Los Angeles. 1979 folgte er einem Ruf auf die Professur für Klassische Philologie an der Universität Augsburg. 1984 wechselte er nach Köln, wo er 2003 emeritiert wurde. Lebek ist seit 1986 ordentliches Mitglied der Nordrhein-Westfälischen Akademie der Wissenschaften und seit 2000 Mitglied der Academia Europaea.
Lebek führte 2001/2002 eine Untersuchung an Studenten der Universität Köln durch, mit der er belegte, dass Inhaber eines Latinums eine höhere Lesekompetenz für anspruchsvolle Texte haben als andere Studenten.